# レオン自動機
レオン自動機株式会社（レオンじどうき）は、栃木県宇都宮市に本社を置く食品機械の製造を行う企業である。
主力製品は包あん機（自動でまんじゅうを製造する機械）やクロワッサン製造器で、両方とも国内では高いシェアを有している。
社名はレオロジーに由来しており、主力製品の包あん機はレオロジーを応用したものである。創業者は林虎彦。

## 製品
- 包あん機
  - 火星人®シリーズ
- クロワッサン製造器

## 社是・経営理念
社是：存在理由のある企業たらん
経営理念：
1.開発企業であること（世の中にない機械を、独自の技術で開発し販売する）
2.国際企業であること（マーケットは全世界である）
3.独立企業であること（どの系列にも属さない独立企業であり続ける）    

## 創業までの歴史

### 「菓匠虎彦」の誕生
レオン自動機を創業した林虎彦は、もともと和菓子職人であった。第二次世界大戦の混乱の中、当時の職（学校用のコッペパンを作るパン屋で住み込み小僧をしていた）を突然解雇され、空腹のなか、あてもなく金沢の街をさまよっていた虎彦の目に鮮やかな饅頭が飛び込んできた。饅頭を見た途端、虎彦の頭の中に幸せな家族の団欒の光景が蘇った。虎彦はこの時「和菓子職人になろう」と決意する。その店に運良く雇ってもらうことになったが、やがてこの店も解雇になる。当時は理由が分からなかったが後日、解雇の理由として「目が怖かったから」「あまりにも研究熱心だったため他の店のスパイではないかと疑う者もいた」との話が出ている。いくつかの店を解雇になり、自分は長く雇ってもらえないと悟った虎彦は、自分で商売をしよう、と決意する。
虎彦は金沢市内の各家庭を周り、菓子の注文を取り、老舗の菓子店から商品を分けてもらって届けるという仕事を始めた。そんな仕事を続けるうちに、お得意先の奥様から「和菓子店を開業したいのだけどいい職人を知らないか？」と相談を受けることになる。そこですかさず虎彦は「私ではどうですか？」と自分を売り込んだのだった。最初は半信半疑だった奥様だったが、虎彦の熱意に気圧されしまいには承諾することに。それからの虎彦は水を得た魚のように、菓子の研鑽を積み、やがて和菓子業界の花形とも言えるお茶会に供される和菓子を提供するほどに腕をあげていった。 
どんどん人気を得ていく虎彦は、いつまでも住み込みの職人でいるわけにはいかないと、下宿住まいに変わる。下宿先は代々続く金沢の素封家だった。虎彦は26歳の時に、その下宿先の一間を借りて「菓匠 虎彦」を立ち上げた。和菓子・洋菓子・パンに至るまで、売れるものはなんでも作った。その甲斐あっては販売エリアも金沢に止まらず、箱根、鬼怒川、日光、東北各地、名だたる温泉地のお土産物として販売された。包装紙や風呂敷なども自身でデザインしていたという。そんな中、虎彦は職人が手作業で大量の和菓子を作ることへの限界を感じていた。また、創作意欲をかきたてるような課題をあたえると、職人たちの目は生き生きと輝いてくる。自らが和菓子職人ということもあり「元来、菓子職人は創作に関わりたいはず」という想いはどんどん膨らんでいき、虎彦の中で「人間にかわって単純作業をしてくれる機械を作りたい」というイメージが芽生えていった。

### 金沢から鬼怒川温泉へ、新しいスタート
虎彦は饅頭を自動で作る機械を作ろうと、図書館へ行っては機械工学を学び、それをもとに図面を引き、その図面を鍛冶屋に持ち込み、泊まり込みで研究する日が続いた。しかし研究に没頭するあまり、肝心の菓匠虎彦の方はどんどん経営が傾いていった。ついに菓匠虎彦は多額の負債を抱えて倒産、29歳の時に結婚していた妻・和子の実家の財産さえも借金の穴埋めに使い果たす事となった。
金沢を追われた虎彦は栃木県の鬼怒川へ向かった。そこにあった倉庫だけは執行吏の温情で競売リストから外してもらっていたのだ。トラックの助手席には、のちに「R-3型」と呼ばれる包あん機の基礎になる包着装置の図面があった。虎彦は、鬼怒川につくと「虎彦製菓」という看板を掲げた。付近の温泉旅館を周り、商品を扱ってもらえるよう交渉した。やがてお菓子の美味しさに納得した老舗旅館の経営者たちは徐々に虎彦のお菓子を扱うようになっていった。なかでも「鬼怒の清流」は大ヒット商品となった。
事業の基盤を整備した虎彦は、また研究に精を出すようになった。鬼怒川温泉から東京の国会図書館へ連日通い、機械工学や流動学（レオロジー）の図書をむさぼるように読んだ。特に流動学は虎彦に啓示をもたらす事になる。菓子原料のような粘着性の強い半流体を機械で正確に処理するには、混合流体の圧力伝達の方向性や弾性、脆弱性を正確に計算し、低圧で包まなければならない。その研究は、潤沢な資金と優秀な人材を投入した国家プロジェクトでも組まない限り成功は難しいとされるような難易度の高い問題であった。
虎彦は饅頭を包む包あん機を作る前に、ヒットしていた「鬼怒の清流」をまず機械化した。その開発は無事に成功し、10人強の従業員が8時間働いて平均日産2万個という製造が可能になり、売り上げは急増。従業員も増え、仕事場が手狭になったことから、近くに3階建の工場兼社屋を建設した。

### 自動包あん機が完成するまで
鬼怒の清流の機械化が成功したことで、いよいよ虎彦は包あん機の開発にのめり込んだ。この頃、虎彦製菓の看板の横に「流動工学研究所」という看板も掲げている。日々研究を重ねた結果、ついに虎彦は半流体の物理的解明を成し遂げ「半流体無加圧整形理論」を完成させ、その理論を特許庁に持ち込んだ。そして科学技術庁（当時）に認められ、発明実施化補助金を受け取る。そこから自動包あん機の実現に向けて、虎彦はさらなる挑戦に挑むのである。
虎彦は、栃木県今市市（当時）で代々鉄砲鍛冶店を営んでいた加藤鉄砲修理場の加藤久と、との弟祐壽（ゆうじ）に自動包あん機の製作を依頼する。彼らは1,000分の1mm単位で誤差なくヤスリをかける腕利きの職人だったのだ。彼らとの協業の結果、やっと「R-3型」と呼ばれる自動包あん機が完成した。構想の段階から10年後の出来事であった。しかしこのR-3型は実用を見送られた。なんと1時間に2万個もの饅頭ができてしまうからだ。虎彦は1時間に3,000個程度の生産能力で、かつ使いやすくコンパクトな実用機を求めて、さらなる開発を進めた。当時、虎彦製菓では労働条件の改善を求めて労働争議が勃発していたため、虎彦は加藤鉄砲修理場の敷地内に掘っ建て小屋を建て、そこで研究を重ねていた。妻にも、誰にも居所を教えないように、と釘を刺していた。
そしてついに1963年のはじめ、本格的な自動包あん機「101型」の原型となる機械が完成した。「R-3型」開発から1年数ヶ月が経っていた。「包あん機開発の成功」というニュースは瞬く間に広がり、話を聞いて駆けつける利権屋が後を絶たなかった。しかし、虎彦はこの機械を手放さず、自ら製造・販売まで手がけることを決意。「虎彦製菓」を月ヶ瀬（現コックドール株式会社）に売却して借金を完済。残った資金を資本金として宇都宮市郊外に300坪の土地を購入し、会社を設立。レオン自動機株式会社と名付けた。1963年3月15日のことである。

## 沿革
- 1963年3月15日 – レオン自動機株式会社設立
- 1963年11月 -「夢の機械」と報道された包あん機「101型」発売開始。世界初となる包あん機の誕生に、新聞各紙は「夢の機械」と報道。3ヶ月後の受注は月産10台に対し270台にも達した。
- 1963年 -「104型」発売。機械はさらに小型化し、皮の厚さや重量もダイヤルひとつで自在に変えられるようになった。同じ年、通算大臣賞、科学技術庁長官奨励賞など、数々の栄誉を受けた。
- 1965年1月 – 本社製造工場が完成。
- 1965年 – 東京都千代田区永田町、江戸城（皇居）総鎮守である日枝神社の目の前に建つTBRビルの一室に東京営業所を開設。
- 1965年9月 – 35日間、欧米10カ国にまたがる海外視察。パリの国際菓子・チョコレート・ビスケット展、西ドイツ（当時）の国際食品大見本市、ケルンの食品機械博覧会、ニューヨークの世界大博覧会などをくまなく見てまわる。
- 1966年2月 - 「105型」発売。当時菓子店にとって包あん機を導入することは一種のステータスとされた。
- 1966年 レオン自動機の名はテレビCMへも登場。CMをサポートしたのはビートルズの日本公演の司会も務めたE.H.エリック。
- 1967年1月 – ハワイへ向けて「104型」が届けられた。世界進出の第一歩である。納入作業もレオン自動機の社員が現地に飛んでいった。社員の海外出張もこれが初である。
- 1967年5月 – 広報誌「つつむ」を創刊。
- 1967年 – 誰でも使えるようにさらに改良を加えた「200型」シリーズが完成。パンや大福など弾性の強い生地でも扱えるようになった。
- 1968年〜1969年 – 世界的な製パン技術者である「アメリカン・ベーカーズ・コーポ社（ABC社）」のM・J・スワートフィガーは、1967年に虎彦がABC社を訪問した際に持参した「201型」のデモ映像を視聴して驚嘆。1968年3月、ABC社のパーハム社長の特命を受けて来日し、レオン自動機の機械の性能を確認。その検証結果が全米製パン技術者協会誌に掲載されたことで、海外ではまだ無名だったレオン自動機の名前はたちまち全世界に知れ渡った。
- 1968年3月 – ABC社との間で「204型」をアメリカに年間500台輸出する長期契約を締結。北米での輸出体制が確立した。
- 1968年9月 – 札幌、仙台、名古屋、岡山、広島、福岡に出張所を一斉開設、販売とアフターサービスの体制を強化させていった。
- 1969年10月 – 西ドイツ・デュッセルドルフに「レオン・カールトン研究所」を設立。現地の食品科学会社であるカールトン研究所とレオン自動機の技術交流が行われた。
- 1969年11月 -「202型」の50％アップの能力を有する「205型」が開発。
- 1970年 -「食品自動成形装置の開発」への功績により、科学技術庁長官賞を受賞。
- 1970年6月 – 西ドイツ・デュッセルドルフに駐在員事務所を開設。
- 1970年11月 – アメリカ・ニュージャージー州パラマスに、レオン・パラマス研究所を設立。
- 1970年 包あん、成形、ホイロ（2次発酵）、焼成までを無人で仕上げる「RENライン」が完成。
- 1971年 輸出貢献企業として通産大臣から表彰を受ける。
- 1971年10月 – 菓子の自動型打ち・配列機「D型ライン」、自動蒸し上げ機「FUライン」が立て続けに発売。
- 1973年 中華饅頭の無人生産ラインが加わり、プラントの本格販売が始まる。
- 1973年3月15日 レオン自動機は創立10周年を迎える。6月2日には記念式典を開催。当時の全社員は380名、協力工場23社、当時の国務大臣をはじめとする多数の来賓が出席した。
- 1973年4月 -「202型」「205型」の性能をさらに向上させた「207型」が登場。それぞれの品種に適した部品を使えるようにし、パイやサブレなどの高級洋菓子から蒲鉾などの水産練製品まで、幅広い食品の自動生産が可能になった。
- 1974年2月 -「207型」に2次成形オプションをセットするスペースがついた「207SS型」が開発、それをベースに「207SD型」「207DD型」も開発。
- 1974年4月 – アメリカで「レオンU.S.A.」を創立、現地法人化。
- 1974年5月 – 西ドイツで「レオンGmbH（Rheon Automatic Machinery GmbH）」を創立、現地法人化。営業拠点としての役割だけでなく、文化や風土の異なる欧米諸国で現地の食品を研究する研究所としての機能と、食品生産に携わる現地メーカーに包あん機の性能を実際に見てもらう実験工場としての役割を持っていた。
- 1974年9月 – 饅頭・中華饅頭などの蒸し物を最大で毎時13,000個も自動生産する「USシリーズ無人ライン」を開発。
- 1974年 – 当時史上最年少（49歳）で紫綬褒章を受章。西ドイツのiba1974（※世界最大の規模と100年以上の歴史を誇る製菓・製パンの総合展）において人手をかけずに生地を薄く延展し折りたたむ「MM-I型」を先行公開。
- 1975年4月 - 「MM-I型」をさらに発展させた「MM-II型」を開発。第11回東京国際見本市に公開展示された。全長わずか3メートルの直列ラインで、生地と油脂の薄片の積層を最大60層折り重ねることができた。
- 1975年11月 – 生地の吐出機能などをさらに改良した「MM-III型」が完成。部分的に層の厚みが異なるという従来型機の問題を、生地と油脂を吐出する際に中空部をつくりチューブ状に吐出することで解決、均一化に成功した。また、数十層が限界だった積層数を数百層にまで増やした。
- 1975年 – マドレーヌのようなカップを使った洋菓子の効率生産を目的とする「カップケーキマシン」を開発。
- 1976年5月 – レオン自動機の第1回社内運動会を開催。
- 1976年 – 西ドイツで開催された食品加工技術会議に招かれた虎彦は「MMライン」の理論を発表。MMラインの登場により、パイ・デニッシュ類は高級嗜好品ではなくなった。MMラインは瞬く間に世界的な大ヒット商品になった。この美しく幾重にも積み重なった生地を生産できる仕組みが、レオン自動機の中核をなす技術「ストレスフリー®」製法である。
- 1976年11月 - 「MMライン」の海外第1号機がスウェーデンの食品製造卸売メーカーKOAKOA社に導入。鉄筋4階建て、総面積3,515㎡、従来の工場に比べ86%増にもなる組み立て工場が完成。
- 1977年7月 – 開発設計部門やコンピューター部門を収容する本社社屋が増設された。
- 1977年9月 – '77穀類科学問題国際会議（東ドイツ・ボツダム、国立穀物科学研究所）にて「レオロジー工学の実際」を発表。
- 1978年5月 – 下金井町に、食品機械製造工場では日本初となる無人工作機DNCラインを導入した製造工場が完成。
- 1978年 – チェコスロバキア（当時）、ブルノー市で開催された'78年度サリマ国際見本市に出展した「MMライン」が、最高位である金賞を受賞した。'74年度の包あん機「204型」に続く2度目の金賞である。
- 1979年 – アメリカ・カルフォルニア州アーバイン市にMMラインのモデルプラント「オレンジベーカリー」が誕生（その後、1985年アーバイン市に第2工場、1988年にノースカロライナ州シャーロット市に第3工場、2001年にアーバイン市に第4工場を設立）。
- 1980年5月 – オレンジベーカリー本社第1工場内に、食品の生産や流通を専門的に研究するハヤシテクニカルリサーチセンター（H.T.R.C.）を設立。
- 1981年9月 – 和菓子の伝統的な編笠スタイルを柏餅を自動成形する「編笠テーブル」を発売。後に改良を重ね「ターンオーバーマシン」と改名される。
- 1981年11月 – 藍綬褒章を受賞。食品機械工業会副会長をはじめとする業界の要職を長年つとめてきた林虎彦が、広い視野をもって業界の育成と発展に多大な貢献をした功績が讃えられた。
- 1983年 – 郊外型の大規模工場と都市型の小規模工場とでは製パンシステムを変えるべき、という目的を果たすため、より小型で多品種生産が可能な製パンラインの開発に取り組み、世界最大規模の展示会であるiba1983で「HMライン」を発表。コンピューター内蔵のストレッチャーを備えたノンストレスシステムを採用することで、小型化を少量多品種生産を同時に実現した。
- 1983年10月 - 「三重包あん機」を発表。
- 1983年10月 - 「MMライン」の生地吐出機構を応用した「シートメーキングライン」を発表。ピザクラストやドーナツなどを連続して大量に作りだすことを可能に。
- 1984年 – 社団法人日本食品機械工業会会長に就任。当時製麺機械だけに制定されていたJIS規格を他の種類の機械にも適用されるよう、各種機械の設計段階から統一的な基準を作るよう働きかけた。他にも食品機械の技術研究促進の取り組み、食品機械基盤技術開発株式会社の設立、全日本食品機械工業厚生年金基金設立、国際食品機械工業展の発展への取り組みなど、日本の食品機械産業の将来を見据えた地盤づくりに奔走した。
- 1984年5月 – レオン自動機独自の情報管理システムARCOS（All Rheon Computer Online System）が本格始動。開発、生産、経理、販売、人事情報が統合的に管理できるように。
- 1985年2月 – '85モバックショウにおいて、パンやクロワッサンなどの焼成品にクリームやジャム、サラダなどを自動注入する「フレックスインジェクター」を発表。
- 1985年6月 – アルミや鋳物を製造し、レオン自動機に安定供給することを目的に株式会社レオンアルミを栃木県下都賀郡石橋町（当時）に設立。
- 1986年4月 – 8列仕様で毎時57,600個のクッキーを生産できる多列型包あん機「マルチ コ エクストルーダー」が発売開始。包あん機10台分の仕事を1台で賄え、素材の組み合わせや形状などの自由度も高く、国内はもとより欧米、中東、東南アジアなど海外でも高く評価された。
- 1986年 – 従来の包着盤の他に新オプションとして「非粘着クラスター」が搭載された「N208型」を発表。手粉や水、油を使わずに成形できるようになったことにより、葛餅、あんころもちなどの粘弾性の高い食品の生産や、ミートソーセージやがんもどきのようなベタベタした素材も加工できるように。
- 1987年2月20日 – レオン自動機の株式が東京証券取引所第二部に上場。設立当時の資本金520万円から25年の歳月を経て73億5175万円となった。株式公開を祝う祝賀会では、東京、大阪、宇都宮の3会場で開催され、延べ1,600人が来客した。
- 1987年2月 – 卓上サイズのコンパクトなフィリング注入機「サラダインジェクター」を発表。新しい食の提案に功績ありと認められ科学技術庁長官奨励賞を受賞。
- 1987年3月 – レオン自動機の看板ブランドである包あん機「火星人シリーズ®」の第1号となる「CN100」が大阪のモバックショウ（国際製パン製菓関連産業展）でデビューした。レオン自動機の数ある食品成形機のなかで最も数多く出荷されたシリーズである。これまで従来機が生産条件の変更をクラッチによって行なっていたのに対し、P.M.U.に各種の生産条件をインプットしておけば、いつでも同じ製品が再現・生産できるようになった。
- 1987年 – ミートボール、ソーセージ、ハンバーグなど、畜肉食品や調理食品の高速大量生産を可能にする「EN104型インクラスター」を開発。生産能力は毎時24,000個であった。
- 1987年3月 – レオンラインの実験研究施設等を主体とするレオンU.S.A.新社屋が完成、7月にはオープニングパーティが催された。
- 1987年9月 – 本社にて、火星人®に自動配列用ロボットを接続した「EP-40ライン」の見学会を実施。様々な朝生菓子を「非粘着インクラスター」により成形し、トレイ供給から配列までを自動化。「衛生の確保」と「コスト削減」を同時に実現した。
- 1987年6月 – 包あん機以外すべての機械の部品加工から組み立てまでを担う上河内工場が完成（1988年1月稼働開始）。
- 1987年11月 – スウェーデンのレベント社と同社機械の国内独占販売契約を結ぶ。世界的に評価の高いラック式オーブンのパイオニアメーカーと提携したことで、製パン工程のすべてをカバーする製造ラインの提案が可能になった。
- 1987年11月 – レオン自動機本社で行われたHM情報交換会で新機種「ユニバーサルテーブル」が発表された。操作パネル上で製品メニューボタンを押すだけで、菓子パン、食パン、クランスパン、クロワッサンなど、様々なパンを自動成形できるようになった。
- 1998年4月 – 本社隣接地に物流センターが完成。（※その後この建物はメンテナンスセンターに替わり、物流センターは上河内工場に移転）ドイル・デュッセルドルフのドイツレオン研究所が開設。フランス・ツールに研究所が開設（現在は閉鎖）。
- 1988年6月 – 北米・中南米地区のお客様にスピーディーに部品の供給、保守・点検・整備等を行うことを目的としたメンテナンスサービスセンターがニュージャージー州ポンプトンに開設された。
- 1988年5月 – 大福の中に新鮮ないちごがまるまる入ったいちご大福が作れる「いちご大福装置（現：固形物包あん装置）」の販売開始。火星人®「CN200」が国際食品工業展で発表された。従来機「CN100」に比べて製品重量範囲が広がり、大物製品も成形できるようになった。
- 1988年6月 – 製パンラインを導入いただいたお客様を対象に製造実習や店頭での商品の見せ方などまで学べる「HM教室」を開講。
- 1988年10月 – アメリカ・シャーロット研究所完成。「発注」「生産」「品質」に至る製パン工場におけるさまざまな業務を集中管理できる「F.A.R-II」システムによって、ホイロ後冷凍製品や成形冷凍製品を生産。
- 1989年8月 – レオンプラザ東京が完成。1989年8月30日から9月1日の3日間落成披露宴が行われ、全国津々浦々より1,500人が来客。
- 1989年 – コンピューターによってパン生地などの粘弾性体を一定の厚さと幅に分割し、この生地を等間隔でブッキングし延展することで、連続した生地シートを作り出す「CWC（Continuous Weight Control）ライン」の販売開始。第1号機はシャーロット研究所内のコンピューター制御された完全無人化システム「F.A.R-II」に組み込まれた。
- 1990年 – 7月の名古屋を皮切りに、10月札幌、1992年10月大阪と、各出張所・営業所がテナントから自社ビルへと移転。
- 1990年9月 – プラムやうずらの卵などの固形物をそのままの形で外皮材に包み込む包あん機「プラムインクラスター」を開発。この後、単一生地の分割やフィリングフィーダー（オプション）なども加わり、用途に応じてライン構成を組み替えられる機種として改良され、「マルチヘッドインクラスター」と改名される。
- 1990年11月 – 食品の手技を見事に再現する火星人®「CN111」を発表。新開発の「囲み型シャッター」により、シャッターの絞り形状がなくなり、まるで職人が手で成形したような丸みを再現できるようになった。レオン自動機台北支店開設。オフィス、地下倉庫のほかラボを備え、自動包あん機「N208型」火星人®「CN111」、火星人®「CN200」を設置、生産公開・機械指導を行なった。
- 1991年4月 – 上河内工場の隣接地に「R&D工場」が完成。工場内にはミキサー、フリーザー、ホイロなど諸設備と完全空調可能なスペースが設けられ、お客様に出荷するラインのテスト、データ収集・分析が行える。
- 1991年5月 – パン生地を傷めずにシート状に延展できる「アクションローラー®」を搭載して「EZテーブル®」を発表。
- 1992年5月 – ドイツ・ベルリンで開催されたiba国際技術会議にて、林虎彦が登壇。名誉ある第1回目の講演者となった。生地の粘弾性を利用してあらゆるパンを成形する「CWCライン」について講演。さらに、シートからパンを作る技術に、包あん機の技術を融合させた「シートから作る包あん製品」という全く新しい方式で、高品質のあんぱんをつくることに成功。国際食品工業展でお披露目。
- 1993年1月 – 省スペースで多品種生産ができる製パンライン「コンパクトEZテーブル®」を発表。主に店舗内に工場を持つリテイルベーカリーで大活躍した。
- 1993年5月 – 調理食品・発酵生地向けの火星人®「CN300」を発表。球状包あん、俵状包あん、棒状吐出等さまざまな成形が可能で、それら基本性能に加え丸ごと水洗いできる衛生面の利便性も合わせもつ。
- 1995年1月 – 火星人®Jr.（ジュニア）の愛称がつけられた「CN120」シリーズを発売。従来機に対して全高が30cm低くなり、操作性が一層向上した。オプションとして「固形物包あん機」が取り付けられるようになり、むき栗一粒を包んだ栗饅頭など、つくれるお菓子の幅も大きく広がった。
- 1995年6月 – 林虎彦の半生を題材とした舞台劇「和菓子屋包匠—世界の食を包んだ男」が、金沢市内の石川文教会館ホールで3日間にわたり上映。
- 1996年1月 – コヌルコピア「KN170」を発表。搬出コンベヤーを横出しタイプにするなど、徹底的なコンパクト化が図られ、海外の中小規模の菓子メーカーに次々と導入された。
- 1996年10月 – 1993年の「CN300」の後継機として「CN400」を発表。丸ごと水洗いできる衛生面は引き継ぎ、耐久性を大幅に向上。
- 1996年 – 生地吐出装置「V4-ドウフィーダー」がついに完成。投入したパン生地のグルテン膜に損傷を与えず、均一な生地を連続的に吐出し、後続の成形ラインに供給する。この装置をヘッドにしたストレスフリー®製パンラインを12月から立て続けに出荷。
- 1997年6月 – おはぎ成形機「RN105」は1966年に発売された「105型」の生地送り機構を踏襲し、米粒をつぶすことなく成形できるように開発された。 「V4-アルチザンブレッドライン」を発表。ヨーロッパを中心に伝統的に職人の手作業でつくられ継承されてきたアルチザンブレッドの自動生産を可能にした。
- 1997年8月 – パン生地を自動で秤量・分割する「V4-フリーデバイダー」を発表。当時ドイツ国内で大流行していた四角いパン「エッキゲ」や吸水率の高い伝統的なパン「ゼーレン」の成形などに力を発揮。
- 1999年 – 火星人®を複数台稼働させて効率よく増産を、というニーズに応え、1台で2台分の生産が可能な2列火星人®シリーズが発表。（1999年「WN033」／2001年「WN055」／2002年「WN056」／2004年「WN066」発売）
- 1999年5月 -「CN120」の後継機「CN130」を発表。新開発の“ミックスシャッター”を採用したことで最小10gから最大250gまで包あんできるようになった。
- 1999年6月 -「フリーデバイダーVS」を発表。「V4-フリーデバイダー」の小型版として省スペースでの少量多品種生産を可能にした。
- 1999年10月 -「V4-ドウフィーダー」に秤量・分割システム、生地を巻くモルダーを組み合わせた「VMシステム」を発表。一般的なプルファーラインと比べ設置面積が6分の1、中間発酵過程が不要で、中種法以外にもストレート法など様々な製法に対応できるようになった。
- 1999年11月 – 本社敷地内にレオロジー記念館が完成。これまでに開発した機械や、レオロジーの応用工学の開設を軸に、レオン自動機と世界の食文化との関わりを展示。
- 2000年4月 – 卓上型包あん機、火星人®「CN001」発表。チビロボ®の愛称で親しまれる。
- 2000年6月 – 南ドイツのウルム市にラボを備えたウルム研究所をオープン。
- 2000年8月 – 火星人®シリーズ「CN500」発表。新開発の素材送り機構とインクラスターにより美しく包あん成形ができるように。
- 2001年1月 – アメリカ・カルフォルニア州にオレンジベーカリー第4工場を開設。
- 2001年5月 – ロングセラーである“Nシリーズ”がモデルチェンジ。機械式の制御から電子制御に変更し、細かい動きまで調節できるようになった「AN209型」を発表。
- 2001年10月 – フィリング入りの菓子パンや調理パンを簡単につくることができる「シートインクラスター」を発売
- 2002年9月 - 「CN500」をベースに新開発したパン生地専用の送り機構を採用した「CN510」を発表。
- 2003年1月 – 生地をロール状に成形して分割・パンニングする新手法を採用した「V4-食パン自動生産ライン」を発表。成形から型入れまでを完全自動化した。
- 2003年8月 – 中華饅頭専用機種、火星人®「CN600」を開発。
- 2004年10月 – 火星人®「CN010」を開発。実用的でかつ手頃な大きさ、が開発テーマ。生産後の残量も少なく和菓子、特に朝生の少量多品種生産に活用された。
- 2004年 - 「V4-ツインデバイダー」を発表。1列・2列兼用の秤量・分割システムを採用し、吸水80%を超えるやわらかくベタつく生地でも簡単に成形できるようになった。
- 2005年5月 – 「国家又ハ公共ニ対シ勲績アル者」に授与される、旭日中綬章受章。「国民の豊かで、安全性の高い食生活の実現に多大な貢献をした」というのが受章の理由。
- 2006年4月 – リテイルベーカリー向けに天然酵母を広く製造販売している「ホシノ天然酵母パン種」の経営権を獲得。
- 2006年10月 – ドイツで開催されたiba2006でコルヌコピア「KN550」デビュー。
- 2006年11月 – 「ピザスピナ®」発売。ストレスフリー®システムによって職人技のような美しい円形生地を自動で作ることができるようになった。
- 2007年5月 – コルヌコピア「KN308」発表。中国の伝統菓子「月餅」生産に広く活用され、「月餅大師」の愛称を得る。
- 2007年6月 – レオンU.S.A.東部事務所オープン。
- 2008年4月 – 台北支店を現地法人化。
- 2009年6月 – 洋菓子生産に欠かせない手絞り作業を自動化した「卓上型ガトーデポ」を発表。
- 2009年8月 – 上河内工場第4工場が完成、一貫体制が整った。
- 2009年11月 – 福岡事務所が拡張移転。
- 2010年1月 – 上海駐在員事務所をオープン。
- 2010年6月 – 新開発の吐出機構とインクラスターを搭載したコンフェクショナリー用多列包あん機「マルチコンフェクショナー」を発表。全長わずか2メートル弱のボディーで最大毎時144,000個の生産個数を誇る（20列タイプ）。
- 2011年11月 – レオンU.S.A.本社がアーバイン市内に増床移転。
- 2011年11月 – 火星人®シリーズ「CN580」発表。つくる食品によって、素材を送るところから包あんまでの細かい動きをコントロールできるようになった。
- 2012年1月 – 火星人®「CN020」発表。コンパクトさはそのままに、和菓子だけでなく洋菓子も生産できるように。
- 2012年5月 – 2列タイプで毎時24,000個という高い生産能力を持つ包あん成形機「メガフォーマー」を発表。（その後毎時48,000個生産可能な4列タイプを発売）
- 2012年6月 – パン生地を高い計量精度で分割する「シングルドウデバイダー」と新技術によってガス抜きしながら綺麗に丸めることができる「パンチラウンダー」で構成される「VR2500ライン」を発表。
- 2013年3月 – ASB（アメリカ製パン協会）より、アメリカの製パン業界に長年にわたる顕著な貢献が認められ、林虎彦が名誉表彰を受けると同時に、同協会の殿堂入りを果たす。
- 2014年2月 – 2列タイプの火星人®「WN055」の後継モデル「WN155」を発表。生産能力は、従来機の1.5倍となる毎時12,000個の生産が可能になった。
- 2014年8月 –自動包あん機「AN209」の後継機「AN210」を発表。電子制御やサニタリー性の向上など包着盤式自動包あん機の最新モデルとして進化を遂げた。さらに多品種少量生産のリテイルベーカリー向けのパン生地小型分割機「EZデバイダー」を発表。既存の分割機では対応できなかった、長時間発酵生地や吸水率の高い生地も分割可能になった。
- 2015年8月 – 1966年に販売されたN式包あん機「105型」が、日本の食品業界の近代化に貢献したとの理由で、日本機械学会が認定する「機械遺産」に登録された。
- 2016年10月 – 包あん性能、サニタリー性を向上させた小型火星人®「CN050」が発表された。火星人として初めて、あらゆるモノがインターネットにつながる「IoT」機能を搭載可能にしたモデルとなる。
- 2017年5月 – 海外向け主力モデル「KN550」の後継機、包あん性能、サニタリー性を向上させた「KN551」が発表された。
- 2017年6月 – パン生地に自動でフィリングを充填して包み込むことができる、新開発の包あんシステム「フレックスインクラスター」を発表。
- 2018年3月 – 生産拠点の上河内工場がISO9001認証取得。
- 2018年4月 – 2008年設立の子会社「亞太雷自動機股份有限公司」を解散。新たな営業拠点として「台湾支店」の営業を開始した。

## テレビ出演
- 『これからの中小企業』（NHK教育テレビ）

1969年12月に放送された「これからの中小企業」というテレビ番組に「まんじゅうに賭けた男」として登場。当時世界一の工業国であった西ドイツに食品製造の機械を売りに行ったことを語るくだりで、『「酒屋に酒を売りに行くようなもの」と言われたが、「酒屋なら酒の味がわかるだろうと思った」』と答えている。番組ではインタビュアーが本社を訪問し、工場の視察の様子なども収録されており、独自性あふれるレオン自動機の技術がクローズアップされた。   
- 『ほんものは誰だ!』（日本テレビ）

1978年4月12日、日本テレビで放送された「ほんものは誰だ！」に林虎彦が出演。番組ディレクターが取材先の和菓子店でレオン自動機の機械に一目惚れし、出演を依頼した。スタジオに持ち込まれたレオン自動機の最新機械の実演で大福餅が次々と作られる様子に、番組出演者やスタッフもびっくり。
- 『シルシルミシルさんデー』（テレビ朝日）
2011年8月21日「テーマ1：お菓子工場マシンSP」でレオン自動機と包あん機の歴史について紹介される。それ以前から「お菓子-1グランプリ」の取材VTRにおいて、全国各地の菓子店で同社の包あん機が用いられていることが注目されていた。
- 『日経スペシャル 未来世紀ジパング〜沸騰現場の経済学〜』（テレビ東京）
2013年10月21日放送分【世界で存在感を示す日本の美味しいパン】で、世界で初めてクロワッサンの大量生産に成功した機械を製造し、アメリカでは高級品だったクロワッサンを大衆商品にした、と紹介された。なお、この功績により当社の林虎彦名誉会長が米国製パン協会から表彰・製パン博物館殿堂入り（アメリカ人以外では2人目）している。
- 『日経スペシャル カンブリア宮殿』（テレビ東京）

2016年3月17日放送分「世界の食を支える、なんでも包む魔法の機械！」と題して、レオン自動機が取り上げられた。創業者・林虎彦の包あん機開発にかけた壮絶な思いと、その一番弟子として開発にたずさわった現社長・田代康憲の師弟が生み出してきた「火星人®」の誕生秘話などが披露された。また、単に機械を売るだけでなく、ソフト開発を活発に行いそのレシピを無償で提供するなどとことんユーザーに寄り添うサービスをおこなってきた、レオン自動機の強みも紹介された。
- 『知られざるガリバー〜エクセレントカンパニーファイル〜』（テレビ東京）

2021年9月11日放送分で、レオン自動機が取り上げられた。創業者・林虎彦の包あん機開発にかけた壮絶な思いなどが紹介された。また、アメリカ工場での食品ロス削減への取り組みも紹介された。